# Comuna Hotîn, Radîvîliv
Hotîn (în ucraineană Хотин) este o comună în raionul Radîvîliv, regiunea Rivne, Ucraina, formată din satele Hotîn (reședința), Polunîcine și Vesele.

## Demografie
Componența lingvistică a comunei Hotîn
     Ucraineană (99,29%)
     Alte limbi (0,71%)
Conform recensământului din 2001, majoritatea populației comunei Hotîn era vorbitoare de ucraineană (99,29%), existând în minoritate și vorbitori de alte limbi.